# احمد بزرگیان
احمد بزرگیان (زادهٔ ۱۳۳۹ در سبزوار) نمایندهٔ حوزهٔ انتخابیهٔ سبزوار در دورهٔ هفتم مجلس شورای اسلامی بوده‌است.
از بزرگیان سابقهٔ حضور در جهبه‌های جنگ ایران و عراق در دست است.